# Microconocephalopsis
Microconocephalopsis is een geslacht van rechtvleugeligen uit de familie sabelsprinkhanen (Tettigoniidae). De wetenschappelijke naam van dit geslacht is voor het eerst geldig gepubliceerd in 1999 door Tominaga & Kano.

## Soorten
Het geslacht Microconocephalopsis  is monotypisch en omvat slechts de volgende soort:
- Microconocephalopsis yuwanensis (Tominaga & Kano, 1999)